# 出世花
『出世花』（しゅっせばな）は、髙田郁による日本の時代小説。小説家としての髙田のデビュー作である。
2007年の第2回小説NON短編時代小説賞奨励賞を受賞し、2008年6月10日に祥伝社文庫より刊行された。2011年5月にハルキ文庫より若干の加筆・修正の上新版として刊行された。
続編で完結作となる『蓮花の契り 出世花』（れんかのちぎり しゅっせばな）が2015年6月13日にハルキ文庫より刊行された。

## あらすじ

### 第1巻
出世花
主人公の縁（艶、正縁）が9歳から16歳までの話。妻敵討ちを願う父矢萩源九郎に同行して各地を放浪していた艶は、空腹のために食べた野草に混じっていた毒草によって行き倒れる。二人は近くの青泉寺（せいせんじ）の僧侶たちによって発見されるが、看病の甲斐なく源九郎は亡くなってしまう。そして、回復した艶は縁という新たな名を与えられて、青泉寺で育てられ、やがて湯灌の手伝いをするようになる。
成長して13歳になった縁は、桜花堂夫婦に気に入られて養女となるよう求められる。その時は、息子夫婦の反対によって先延ばしと決まったが、縁が15歳のときに再び養女縁組みを求められる。しかし、妻に裏切られ、妻敵討ちの旅を続けて苦しみ抜いた父が、青泉寺の人々の手によって湯灌され、死に装束となったとき、穏やかな顔に変えられたことを思い起こした縁は、自分にとっての善き人生とは何かを悟り、桜花堂夫婦の申し出を断って、三昧聖（さんまいひじり）として湯灌の仕事を続けたいと願う。そして、それが正真に認められ、正縁と名付けられる。
桜花堂主人の佐平が強盗に殺された後、後妻の香は正縁に、「自分があなたを産んだ母だ」と告白する。謝罪する香に向かって、正縁は許すとも許さぬとも答えなかったが、ふと香が死ぬときには、きっと「父母に十二の恩あり」から始まる仏説孝子経を唱えるだろうと思い、涙する。
落合蛍
正縁が17歳のときの話。江戸や上方では、女性の髷がいつの間にか切り取られる「髪切り魔」の事件が頻発している。被害者の中には自殺する娘もいて、正縁もその湯灌を担当することがある。
そんなとき、正縁は棺桶作りの職人である岩吉と仲良くなる。その風貌故に人に侮られることが多く、人と親しく交わることを避けていた岩吉だったが、死人にも心を込めて向き合う正縁には心を開き、幾度か危難から救ってもくれる。
岩吉は、新宿小町と呼ばれる紋に恋い焦がれていたが、紋からは全く相手にされず、遠くから姿を眺めるばかりである。その岩吉が、紋の髷を切った髪切り魔として捕縛される。紋の証言に基づくものだったが、正縁は捕縛した同心の窪田に、紋の狂言ではないかと語る。
後に分かったことだが、紋は手代の左舷太と好き合っていたが、蛍狩りの夜にお忍びの大名に見初められ、側室になることを求められた。その要求を断ることなどできないため、髷を自分で切り取って、側室話を破談にしようとしたのである。しかし、窪田の尋問に思わず岩吉が犯人だと言ってしまった。
窪田は正縁の推理に納得し、岩吉が入れられている牢に出向いて、「紋の狂言が明らかになるまでもう少し辛抱するように」と励ます。ところが、それを聞いた岩吉は、翌朝自分が髪切り魔だと嘘の自白をしてしまう。その結果、百叩きとなった岩吉は、釈放後に衰弱死してしまう。正縁は、生前の岩吉との約束通り、心を込めて湯灌を行ない、見送る。そして、岩吉が愛する紋を助けるために罪をかぶったのだと知った正縁は、かつて足をくじいた自分を岩吉が助けてくれた場所で、1人涙を流す。
偽り時雨
正縁が18歳のときの話。ある日、神田明神門前にある女郎宿「かがり屋」で客を取る、てまりという女が青泉寺にやってくる。姉さん女郎のおみのが心臓の病で死にかけていて、自分が死んだら下落合の三昧聖に湯灌をしてもらいたいと訴えているという。そこで、ひとまず正縁と正念がてまりに同行してかがり屋に向かうことになる。
その道中、正念がどことなく急いでおり、しかも道に迷うことなく進んでいくこと、また妙に昌平坂学問所に対して懐かしさを示したこと、神田界隈の事物に詳しいことなどが正縁の心に引っかかる。その理由は、次話「見返り坂暮色」で明らかになる。
おみのに挨拶した後、正念は寺に戻ったが、正縁は俗世に触れる機会を持つべきだという理由で、おみのの長屋に残ることになる。すると、おみのは次第に元気を取り戻し始める。
そんなある日、貸本屋の万蔵が死んだ事件の犯人として、てまりが捕縛された。正縁が自身番に出向いて潔白を証明したために、てまりはすぐに釈放されるが、同心の新藤は正縁に事件解決に協力するよう求める。その話を聞いたおみのは、正縁に事件についてあれこれと訪ね、自分の意見を語るようになる。
ついに、正縁の推理によって事件のあらましが判明するが、正縁は自分の推理がすべておみのの誘導によるものだと気づく。その日、おみのは自分が武家娘でないことと、かつて自分を騙し、てまりのことも騙そうとしている菊次を殺したことを正縁に告白し、自ら毒を飲んで死んでしまう。おみのを病死として届け、湯灌を行なった正縁は、菊次の遺体をそのままにしておいて良いのかと悩みながらも、結局自分一人の胸に止めておくことを決意する。
見返り坂暮色
正縁が19歳のときの話。この享和3年（1803年）の春、武家の隠居が正念を訪ねてくる。水澤重之進と名乗った老人は、正念を若と呼び、宣則（のぶのり）と呼ぶ。そして、母の咲也が危篤だから、すぐに同行するように求める。ところが、正念は頑として聞き入れない。翌日は、異母妹のあや女と名乗る女性が訪ねてきたが、またも正念は同行を拒否する。
傷心のまま立ち去るあや女を見送ろうとした正縁に、あや女は正縁が湯灌に関わるようになったわけを尋ね、さらに正念の正体について語る。正念は、さる藩主が側室である咲也との間にもうけた8男宣則だという。宣則が国元で水澤の屋敷で養育されていた間に、咲也は眼病により視力を失って、あや女の父尾嶋多聞に下げ渡されて再婚し、あや女が誕生した。その後、国元から嫡男のお控えさまとして江戸藩邸に呼び戻された宣則は、母が再婚して娘までもうけたことを恨み、咲也との面会を拒否するなど、ひどく冷たく当たった。今回見舞いを拒否したのも、未だに母を恨んでいるせいだとあや女は言う。
あや女の話を聞いた正縁は、昨年かがり屋に向かう途中で正念が妙に急いだのは、あのあたりに自分の藩の上屋敷があったためであり、昌平坂学問所や神田の事物に詳しいのも、かつて学問所で学んだ経験があったからだと思い当たる。
正念との面会が実現しないまま、咲也は亡くなる。あや女の希望に添って湯灌を引き受けた正縁は、正念の同行を願う。最初、正念は最初は拒否したが、正縁の必死の説得と正真の勧めに従って、尾嶋家の菩提寺を訪れ、正縁と共に咲也の湯灌を行なう。
納棺の後、重之進と多聞は、宣則は咲也の尾嶋家での暮らしを守るために、あえて実母との不仲を演出し、出家までしたのだと正縁とあや女に語る。そして、咲也も宣則の意図を正しく理解していたのだと。
青泉寺に戻る見返り坂で、正縁は「正念さまは良い師を選ばれた」という重之進の言葉と、「遠くにいらっしゃればいらっしゃるほど、守られる幸せを感じます」という、多聞が聞いた咲也の言葉を正念に伝える。そうかと頷いた正念の示す先には、母子花と呼ばれる御形が人の足跡のように見えている。

### 第2巻
ふたり静
正縁が22歳のときの話。文化3年（1806年）の弥生4日、1200人を超える死者を出した大火で、「かがり屋」も被災してしまう。女郎のてまりの消息は半年たっても分からず、正縁はずっと気にかけている。そんなある日、数珠の修理に訪れた数珠師与一郎の家で、正縁はてまりそっくりの記憶を亡くした女と出会う。女は、与一郎の死んだ妻の名である香弥と名づけられ、与一郎の母富路を献身的に看病している。
できあがった数珠を納めに来た香弥は、亡くなった女郎を正縁が湯灌している場面を目撃して倒れ、てまりとしての記憶を取り戻す。そして、与一郎と富路に自分の過去を告白してから、家を出て行くつもりだと正縁に語る。
ところが、しばらくたって正縁が修理代の支払いのために与一郎宅を訪れると、そこにはまだてまりがいる。認知症のためにてまりの話が理解できない富路が、鉢植えのふたり静は香弥が世話しないと枯れてしまうとてまりに縋ったため、てまりは来年ふたり静の花が咲くまで留まることを決意したという。てまりを後添いに迎えようと思わないのかと尋ねる正縁に、与一郎は武士の対面はどうでもいいが、青泉寺の帰りにてまりを最後まで背負いきれないほど、若い頃の力を失ってしまった自分には、てまりを最後まで守り抜く気力も自信もないと答える。
その時、富路の容態が急変する。てまりの腕にすがりついた富路は、てまりを香弥と呼び、与一郎が香弥の父を斬ったのは藩命だった、与一郎を許して欲しいと懇願する。与一郎は、20数年前、自分は藩命で義父を斬り、妻香弥は与一郎を責めることなく自刃したと語る。与一郎と富路の苦悩を知ったてまりは、涙を流しながら富路の手に頬ずりを繰り返す。富路はほっとしたような表情で息を引き取る。
富路の通夜は青泉寺で行なわれることになる。通夜堂にこもる与一郎のそばには正念が付き添い、彼の身の上話に耳を傾ける。翌朝、富路の湯灌を終えて棺に入れられると、てまりはふたり静かの球根を一緒に入れて欲しいと願い、正念に認められる。
火葬が終わって与一郎とてまりが寺を辞すとき、正念はてまりに与一郎を頼むと言い、それがおそらく富路の願いでもあると語る。戸惑う与一郎をよそに、てまりは「はい」と応える。二人の背を見送りながら、てまりならば与一郎の背に背負われるより、共に手を携えて歩いて行く生き方を選ぶだろうと思い、寄り添う二人の姿をふたり静の花に重ね合わせる。
青葉風
正縁が23歳のときの話。文化4年（1807年）春の彼岸の中日、桜花堂主人となった仙太郎が青泉寺を訪ねてきて、しばらく正縁を預かりたいと正真に願う。嫁姑の仲が悪くて苦労しており、正縁がいることで家の雰囲気が柔らかくなることを願ってのことだけでなく、しばらくでも香に実の子との暮らしをさせてやりたいという思いからだった。
こうして、正真の許可を得、半年の約束で桜花堂に寄宿することとなる。ただし、店で正縁が香の実子であることを知るのは、香と仙太郎のみであった。共に暮らし始めた香との関係は、表面上は穏やかなものだったが、正縁は恨みはとうに忘れたものの、どうしても溶けない氷のような心根を自覚しており、香もまた、正縁の寝顔を見つめて密かに涙を流す。
皐月となったある日、得意先の遠州屋治兵衛が急死する。そして、弔問に訪れた仙太郎が、菓子に毒を盛ったかどで、正縁と香の目前で拘束される。遠州屋で桜花堂の菓子を食べた全員が、味がおかしかったと証言し、残りの菓子を全部平らげた治兵衛が、その直後に悶絶して死んだからである。
翌日、自身番に呼び出された正縁は、調べを担当する定廻り同心、新藤松乃輔に、どうしても治兵衛の死を毒殺にしたいのかと迫る。新藤も、最近猫を毒殺する事件が頻発して人々の不安が強まっており、お上は猫殺しと治兵衛の死を結びつけて、人々の不安を鎮めようとする腹だということを示唆する。
治兵衛の遺体を検死した正縁は、治兵衛が腎臓病を患っていたことを知り、新藤もそれを認める。さらに、香もまた、治兵衛がかつて腎臓を病んでいたと証言する。さらなる証拠を求めて、新藤は正縁を伴い、治兵衛が死んだ部屋に入る。正縁は、庭の棗に目を留め、その実に余分な水分を体外に出す効能があることを思い出す。治兵衛が棗の葉を煎じて茶に混ぜていたのではないかと考えた正縁は、棗の葉をかじり、続いて甘いはずの菓子を食べると、全く甘くない。こうして治兵衛の病死が確認され、仙太郎は釈放される。
夢の浮橋
小暑を過ぎた水無月の頃、正縁はまだ桜花堂に滞在している。酷暑のせいで死者が多くなり、青泉寺では弔いが続いて多忙を極めているはずなのに、自分1人が暢気に毎日を過ごしていることに、正縁は申し訳ない思いを抱えている。一方、仙太郎と染の夫婦は、仲が悪化しているのが傍目にも明らかになってきて、ついに染は離縁を願って実家に帰ってしまう。
藪入りで奉公人がいないとき、香は、正縁と仙太郎が夫婦になって欲しいという願いを語る。そして、仙太郎もまた、正縁に夫婦になりたいという思いを告げる。正縁は、2人が身勝手に自分の思いを押しつけるだけで、正縁の思いを無視していると感じ、深い孤独に襲われる。しかし、青泉寺の面々の姿を思い起こして、悩み苦しむことから逃げることなく、約束の日まで桜花堂に留まることを決意する。
ある日、正縁は偶然染と再会し、彼女が懐妊していることを知る。強がりを言って「仙太郎も店もあんたのものにすればいい」と正縁を罵倒する染に、正縁は自分は男女のことに心が向かないと静かに答える。子宝のことは人づてでなく、仙太郎が染から直接聞くべきだと思った正縁は、仙太郎を染の実家の近くにある深川八幡宮の祭礼に誘う。
ところが、途中の永代橋にさしかかったとき、人の重みで橋が崩落してしまう。正縁と仙太郎はかろうじて助かったが、膨大な数の死者が出、新藤は正縁に遺体の処置の手伝いを願う。必死で止める香を制止して、正縁は遺体が安置されている橋詰に向かう。遺体の中には、崩落した橋から落ちる人々の中で目が合った娘もいた。死者に「お前は何者で、どうしてこの世に留まるのか」と尋ねられたように感じた正縁は、「私は何者でもなく、ただ湯灌場に立つことで、亡くなった人の無念に寄り添い、遺族の悲しみに寄り添いたい」と心の中で答える。何日も橋詰に通い続ける正縁に、仙太郎は染と会って懐妊を知ったことと、染ともう一度やり直すことを告げる。
滞在期限の葉月最後の日、正縁は香に向かい、初めて「母上」と呼び、「母上から頂戴した命を、三昧聖として全うさせて欲しい」と願う。香は正縁を抱きしめ、何度も正縁の幼名、艶の名を呼ぶ。そして、その白髪を正縁の涙が濡らす。
蓮花の契り
正縁が青泉寺に戻って2ヶ月後、臨時廻り同心の窪田主水が、永代橋崩落事故の際の正縁の姿を描いた読売が、江戸市中で評判になっていると告げる。同時に、あまり正縁が生き菩薩としてあがめられると、お上に警戒されるのではないかと警告した。実際、大雪の日、青泉寺は寺社奉行家臣の臨検を受ける。そして、その翌日、寺社方が大挙して訪れ、寺門を封鎖し、正真・正念を取り調べるため同行を命じる。そして、正真らの拘束を知った窪田が寺にやって来て、早晩2人は解き放ちになるが、閉門は容易には解かれないだろうとの見通しを語る。その見通し通り、間もなく正真らは釈放された。自分のせいで寺がこんな目に遭ったと思った正縁は寺を出ると言ったが、正真はそれを一蹴する。
閉門が解かれないまま日が過ぎ、ある日尾嶋多聞が寺を訪問し、正念に還俗して次期藩主になって欲しいと願った。正真は正念に即答を許さず、しばらく考えるように命じ、人の道は一つではないと諭す。正念は師の思いが理解できず、混乱に見舞われるが、正縁も迷いの中にあるため、彼に何も語ってやれない。
師走になると、今度はあや女が正念を訪ねてくる。あや女が正念と話す間、正念は2歳になる嫡男咲太郎の相手をすることになる。咲太郎の命の輝きに触れ、思わず正縁は涙する。あや女は、正念に、彼が還俗すれば正縁と夫婦になることもできると語ったという。そして、正縁にも、仏の教えを信じ、心を向けて生きることは、僧籍の有無に関係ないのではないかと語る。正縁も、咲太郎のように我が子を抱く未来もあるのかと思い悩む。
師走25日、さる藩の使いが、故人の願いで、三昧聖の手による湯灌を行なうよう求めてきた。屋敷で行なうのだから、寺社奉行の命に背くことにならないという。正真は、少年の同行を条件にその願いを受け入れる。道中、正縁と正念は互いの迷いを告白し合う。屋敷に着いてみると、故人はふみであり、病みやつれた姿に正縁は驚く。愛されぬ正室としての情念の声を感じ取りながら、正縁はふみが夜の苦しみから解放されることを願いつつ湯灌をする。そして、泥土の中で蓮のつぼみが次々と生まれていく幻が見える。それは正縁だけでなく、正念にも見えたようである。2人は、共に手を携えるなら、夫婦としてではなく、仏の弟子として同じ存在でありたいと決意する。その時、一斉に幻の蓮の花が開く。
ふみの夫である藩主は、死出の仕度に粗末な柘植の櫛を用いたことに怒りを示す。しかし、女中頭が、生前のふみが「「生きている間は、驕りの鎧を身につけ、嫉妬という醜い性根を捨てられなかった。浄土に行けるなら、すべて捨て去った証しとしてこの櫛を持たせて欲しい」と語っていたことを告げると、ふみはまことにそのような清らかな心根の女人だったと、藩主はそっと柘植の櫛に触れる。
2人がふみの屋敷から戻ると、香が来て染めが男児を生んだと報告していったという。ただ、正真と1刻（2時間）ほど話し込んでいったが、その内容は分からない。そして、3日後、正念は、多聞とあや女に還俗しない旨を伝える。正縁もまた、自分の決意をあや女に語る。
年が明け、正縁は24歳になった。立春の日、寺社奉行から「荼毘は夜間に限る他は、一切のお咎め無し」との通達がもたらされる。元老中の職にあった大名が、三昧聖のいる青泉寺をつぶしてはならぬと庇ってくれたという。正縁たちは、それがふみの夫だと悟る。こうして青泉寺の門が開かれる。
正縁は正真に呼ばれ、生涯を尼僧ではなく三昧聖として過ごす覚悟を尋ねられる。覚悟を確認した正真は、寺を出て自分の庵を結ぶことを正縁に提案する。そこで悩める女人の話に耳を傾け、青泉寺に通って湯灌の務めをせよと。この庵は、香が、戸塚村の廃屋を手入れして寄進したいと申し出たもので、正縁の許しがあれば、いずれその庵に身を寄せ、矢萩源九郎と佐平の冥福を祈りたいと願ったという。正真は、香に正香という名を与えた。正真は、「正香も正縁も共に仏の弟子として、共に暮らし、精進を重ねよ」と語る。そして、思わず手のひらで顔を覆う正縁に、正念も慈愛に満ちた笑みを向け、死と共に本堂を出る。ひとり本堂に残った正縁は、涙を払い、本尊に手を合わせる。

## 登場人物

### 主人公
縁（えん） / 正縁（しょうえん）
青泉寺の三昧聖として、遺体の湯灌を行なっている娘。
両親につけられた元々の名は艶（えん）と言った。3歳の頃から妻敵討ちのために国元を離れた父矢萩源九郎に同行して各地を放浪していた。寛政5年（1793年）、9歳のとき、空腹のために食べた野草に混じっていた毒草によって、父と共に行き倒れる。二人は近くの青泉寺の僧侶たちによって寺に担ぎ込まれるが、父は亡くなってしまう。そして、艶は縁という新たな名を与えられ、青泉寺で大切に育てられた。
13歳になったとき、桜花堂の女将香に気に入られ、養女に願われる。このときは、息子夫婦の反対で実現しなかったが、香から行儀作法を習うという名目で、しばしば桜花堂を訪れることになった。
15歳のとき、下剤を飲まされて倒れた毛坊主たちの代わりに、若い女性の湯灌を手伝う。その後、あらためて桜花堂の夫婦に養女になることを求められたが、それを断り、桜花堂夫婦にもらった花鋏で自ら頭髪を切って、青泉寺に留まって湯灌の手伝いを続けさせて欲しいと願った。それが認められて、三昧聖となり、16歳のときに正真から正縁という名を与えられた。
遺体を丁寧に洗うばかりでなく、病み衰えた体や下腹部を遺族に見せないように配慮したり、病気のためにやつれた頬に綿を詰めてふっくらさせたり、化粧を施したりするなど、心を込めて湯灌をする。損傷のひどい遺体（たとえば、佐平や岩吉）については、傷を縫合することも厭わず、まるで生きている人の体のように手当てをしてから体を清める。そのため、「三昧聖の手にかかると、病みつかれた死人は元気な頃の姿を取り戻し、若い女の死人は化粧を施されて美しさで輝くようになる。三昧聖の湯灌を受けた者は、皆安らかに浄土に旅立って行くのだ」と噂されるようになった。
湯灌の後、気づいたことを書き記す「湯灌筆録」を残している。たとえば身元不明の遺体を湯灌した場合、後にその記録から身元が明らかになるかも知れないという思いから始めたものである。それを知った窪田同心が、検死のための手引書である「無冤禄述」を貸してくれたことがある。貸本屋の万蔵が死んだ事件で、新藤同心に検死を依頼されたとき、その知識が役立った。
男女の情愛についてはよく分からないし、むしろ両親のことがあって知りたくないとさえ思っている。薬種店の番頭から媚薬や淫具について話を聞いたときには、一切恥ずかしがらずに熱心に耳を傾けたため、一緒にいた女郎宿の女将に、「お前は一体、うぶなのか、恥知らずなのか、子供なのか、やり手なのか」とあきれられた。
汚れや汗を単の袖で拭ってしまう癖がある。この癖は、物語の終わりまでついに抜けなかった。
23歳の時、桜花堂仙太郎の願いと正真の命により、半年間桜花堂で暮らした。今では香を責める気持ちは無くなり、むしろ理解を深めていたが、未だに香に対して感じる氷のような堅い心もまた自覚させら、苦しんだ。その上、香と仙太郎に、仙太郎と結婚して女将となることを求められると、激しく混乱する。しかし、永代橋の事故後、たくさんの遺体を清める働きをすることで、これからも三昧聖として生きていくことを決意した。桜花堂を去る日、初めて香を母上と呼び、2人で堅く抱き合った。
正念が還俗を求められ、その先には正縁との結婚の可能性もあることをあや女に示されると、自分にも我が子を抱く未来があるのかと思い、悩みを深めた。しかし、正念と共にふみの湯灌に赴いた際、夫婦としてではなく、同じ仏弟子として歩んでいきたいという決意を持った。
その後、正真から、寺を出て自分の庵を持つことと、その庵は香の寄進であり、いずれ香もそこに入ることを告げられる。香、改め正香とは、これからは同じ仏の弟子だという正真の言葉に、正縁は思わず涙した。

### 青泉寺
正真（しょうしん）
住職。高潔な人格者で、正縁や正念らをしっかりと導いている。
行き倒れていた艶とその父矢萩源九郎を助けて看病し、死にゆく源九郎から艶に新しい名前をつけてくれるよう願われた。その願いを受け、艶に縁という名を与えた。また、三昧聖となった縁に、正縁という名を与えた。
正念が出家を願った際、彼と母とその家族を救うために受け入れた。宣則（正念）の出家先が墓寺だったと知った水澤重之進が正真を罵倒したときは、「それが罪人でも、貴人でも、庇護を求めて法衣に縋る者を、見捨てぬのが出家者」と静かに答えて、彼を黙らせた。
僧籍にある者ももそうでない者も、世の中について広く見聞きすることが大切だという考えを持っており、桜花堂仙太郎が香のためにしばらく正縁を預かりたいと願ったときには、仙太郎の願いを叶えるようにと正縁に命じた。
改めて尾嶋多聞が正念の還俗を願った際は、すぐに断ろうとする正念にしばらく考えるように命じ、人として生きる道は一つではないと諭した。
正縁のために庵を寄進し、いずれ自分もそこには行って夫たちの冥福を祈りたいという香の意をくみ、彼女に正香という名を与えた。そして、正縁のこれからも三昧聖として務めたいという意思を確認すると、寺を出て自分の庵を結び、そこから寺に通ってくるよう命じた。
正念（しょうねん）
正縁より15歳年長の修行僧。第2巻では副住職と呼ばれている。女子である縁が、青泉寺に残って湯灌の仕事を続けたいと言ったとき、毛坊主ではなく三昧聖という職名を提案した。
普段は温和だが、筋の通らないことには烈火のごとく怒りを表す。縁が信吉に手込めにされそうになったときには、怒りのあまり信吉を絞め殺すところだった。
出家前は下総のある藩主（第2巻で、富澤藩松平家と判明）と、側室お咲の方（咲也）との間に生まれた8男で、宣則と名付けられた。幼い頃に国元に送られ、水澤重之進の屋敷で養育される。しかし、兄たちが次々と亡くなり、ただ一人残った兄が嫡男となると、14歳のときにお控えさまとして江戸藩邸に呼び戻されることとなった。その頃はしばしば尾嶋家を訪問して母とも親しく交流していた。しかし、藩主の嫡男が危篤となり、宣則が次の嫡男とされることが現実味を帯び始めた頃、母と異母妹の仲睦まじい様子を覗き見、もし自分が嫡男にされれば、咲也は今の夫や娘と引き離され、江戸藩邸に戻されることになると考えて、あえて母との不仲を周囲に見せつけることで、母が呼び戻されることを阻止しようとした。それでも、母の呼び戻しが止められそうにないと観るや、藩と全く縁が無く、寺社奉行の息もかからず、後で無理に還俗させられる恐れのない青泉寺に出家したのである。
咲也の生前はついに再会することはなく、死後も湯灌にさえ行くつもりがないと言い張ったが、正縁に訴えかけられ、正真に諭されて、翻意する。咲也を湯灌する眼差しは、僧侶ではなく息子としてのそれだったと、異母妹のあや女は語った。
博識で、正縁の薬草の知識は、正念に教わったものである。
病弱だった兄の式が近づき、改めて還俗して次の藩主になることを求められ、まだ尼になっていない正縁と結婚する道もあるとあや女に語られると、仏道に生きるか還俗するかの迷いが生じた。しかし、正縁と共にふみの湯灌に赴いた際、手を携えるなら、夫婦としてではなく、共に仏弟子として歩みたいという思いを共有した。そして、還俗を拒否する。
市次（いちじ）
3人いる毛坊主の最年長。縁が三昧聖となり正縁という名を与えられた後も、子どもの頃と同じように「お縁坊」と呼ぶ。
3人とも信吉に唆され、副葬品を横流しして正念に怒鳴られたことがあるが、根は誠実で信心深く、優しい。
仁平（にへい）
毛坊主。生真面目な性格。
三太（さんた）
毛坊主の最年少で20代。若いだけに俗物の面もあって、市井の人々の欲望や心情をよく理解している。

### 青泉寺に出入りする人々
捨吉（すてきち）
龕師（がんし。葬具業者）の親方。子宝に恵まれず、女房の願いで縁を養女に迎えようとした。しかし、縁のことをただ働きの奉公人程度にしか考えていないばかりか、女癖が悪いため、青泉寺では縁組みを断った。
信吉（しんきち）
湯灌場買い（火葬される遺体の副葬品を買い取る商人）。青泉寺では、副葬品の横流しは一切禁止されているが、三太らを唆して幼くして死んだ娘の晴れ着を買い取った。再び寺を訪れた際、死者を冒涜するような発言をしたため、三太に投げ飛ばされ、縁には湯灌後の湯をかけられた。その仕返しに、三太たちに下剤入りの酒を飲ませ、さらに縁を手込めにしようとしたが、正念に見つかって危うく絞め殺されそうになる。
岩吉（いわきち）
棺を作って納める龕師。6尺（約180センチ）を越える大男で、通常は大八車を使うか数人で運ぶ棺を、背にいくつも重ねて背負ってくる。その巨体と、疱瘡の跡があって軽石のように見える顔から、口が悪い者は神田上水の巨石にたとえて「一枚岩」と呼ぶ。年齢は、正念とほぼ同じ。
非常に無口で、最初は正縁が挨拶しても面倒そうに横を向くばかりだったが、心を込めて湯灌する姿に感動し、親しく話をしてくれるようになった。正縁が足をくじいて動けなくなったときには、背負って寺まで運んでくれるなど、何度か正縁を危難から救ってくれたこともある。そして、自分が死んだら正縁に湯灌してもらうという約束を取り付けた。
新宿小町の紋に惚れているが、相手にされないどころかうっとうしく思われていて、ただ遠くから姿を眺めるばかりだった。あるとき、髷を切られたという紋の証言によって捕縛された。拷問されても罪を否認していた岩吉だったが、窪田同心から紋の狂言だろうと聞かされ、彼女には自分に罪を着せねばならぬほど抜き差しならない理由があるのだと悟り、その翌朝、自分が髪切り魔だと嘘の自白をした。その結果、重敲き（いわゆる百叩きの刑）を受けたが、すでに拷問で衰弱していた岩吉は、青泉寺に担ぎ込まれてまもなく息を引き取る。そして、約束通り正縁の湯灌を受け、自分のために作っておいた座棺に入れられて荼毘に付された。
窪田 主水（くぼた もんど）
臨時廻り同心。三十路をとうに過ぎていて腹も出ているが、童顔。寺社奉行の支配下になく、町奉行所の管轄外にある青泉寺は気を遣わなくてよい場所なので、よく訪れて茶菓子をつまみ食いしていく。
粗忽でお調子者だが、罪を捏造するような悪吏ではない。実際、髷を切られたという紋の証言に則って岩吉を捕縛したが、紋の自作自演を正縁に示唆されると、岩吉を冤罪から救うために奔走した。
正縁が湯灌中に気づいたことを記録していることを知ると、検死のための手引書である「無冤禄述」を貸してくれた。
永代橋の崩落事故後、橋詰で遺体を清める正縁の姿を描いた読売を持って青泉寺にやって来た。そして、青泉寺が評判を呼ぶのは望ましいが、正縁が生き菩薩として人々にあがめられると、お上が正縁の存在を警戒するかもしれないと告げた。実際に、寺社奉行配下の者に正真と正念が捕縛されたと知ると寺にやって来て、早晩二人は釈放されるが、閉門は容易に解かれまいとの見通しを語った。

### 桜花堂
佐平（さへい）
内藤新宿下町にある菓子店「桜花堂」（おうかどう）の主人。60歳近い。薄い桜色の皮で甘い漉し餡を包んだ「桜最中」が評判を博している。
香が縁を養女に迎えたいと願ったときは、一目で縁の人となりを見抜いて同意した。
縁が三昧聖の正縁になった翌年、夜道で強盗に襲われ、刺し殺されてしまった。正縁は湯灌を頼まれたが、刃物で何ヶ所も斬られたりえぐられたりした凄惨な姿だったために、湯につけることができず、傷を縫って湿らせた布で体を拭き清めた。
香（こう）
佐平の後妻。姿勢の良さや声の若々しさとは裏腹に、皺や白髪のせいで老けても見える。後にそれは、大変な苦労をしてきたせいだと分かった。
13歳の縁と出会って気に入り、養女に願った。その時は息子夫婦の反対で実現しなかったが、その後もしばしば縁を自宅に呼んで行儀見習いをさせ、息子夫婦の理解を得ようと努めた。そして、縁が15歳になったとき、あらためて養女話を持ち出したが、縁本人に断られてしまう。その際、縁が矢萩源九郎の娘と知って卒倒した。
佐平が殺された後、正縁に「自分はあなたの母の登勢（とせ）である」と告白し、謝罪した。登勢は矢萩源九郎の許嫁とされていたが、幼なじみの梶井兵衛門と慕い合っていた。結局武家の倣いに逆らえずに源九郎と結婚し、艶が生まれたが、夫と心通わず、子を愛しいと思う気持ちも育めず、ついに兵衛門と出奔してしまった。江戸で食い詰めて2人して大川に身を投げたが、自分だけ死に損ない、佐平に助けられた。そして、「香り立つような人生にせよ」と香という名をもらい、やがて後妻に迎え入れられたのである。
自分が母であると告白した後、正縁とは顔を合わせていなかったが、仙太郎夫妻と日本橋店で同居するようになってから、仙太郎のはからいで半年間正縁と共に暮らした。店では大女将と呼ばれるようになった。
染が男児を出産すると、戸塚村の廃屋を正縁の庵として寄進することを正真に申し出た。正縁が許せば、自分もそこに入り、矢萩源九郎と佐平の冥福を祈りたいという意を受けて、正真は香に正香という名を与えた。
仙太郎（せんたろう）
佐平と前妻との間に生まれた一人息子。正念より1、2歳年下。日本橋にできた2号店を任されている。佐平夫婦が縁を養女に迎える件については、自身は反対ではなかったが、妻が頑強に反対したため、しばらく縁の資質を観察してから決定してはどうかと提案した。
火事で日本橋店が焼け、再建後は内藤新宿の店をたたんで日本橋店に香を招いた。香のことは母親として敬愛しており、香と染の嫁姑争いに心を痛めている。家の雰囲気が柔らかになるためと、正縁の実母である香のために、しばらく正縁を預かりたいと正真に願い出た。
遠州屋治兵衛を毒殺した容疑で拘束されるが、正縁が治兵衛の病死を証明したため、間もなく解き放ちとなった。
染が出て行ってから、正縁を妻に迎えたいと思うようになり、それを正縁に伝えた。しかし、永代橋の崩落事故の後、染が懐妊していることを知り、復縁を決意した。
染（そめ）
仙太郎の妻。縁を佐平夫婦が養女にする話は端から反対で、特に縁が墓寺で働いていることに嫌悪感を持っている。また、香のことも良く思っていない。
火事で日本橋店が焼け、香と同居するようになって、お互いの頑固さも相まって、嫁姑の争いが激化した。奉公人に対しても、高圧的な態度を取る。しかし、顧客や奉公人は香の方を高く評価していることも感じており、ある時、「菓子屋になど嫁がなければよかった」と愚痴をこぼした。
元々夫婦仲は良くなかったが、香と同居するようになってから、傍目にも夫婦仲が悪化し、ついに離縁を求めて実家に帰ってしまう。結婚して11年、子宝に恵まれなかったが、実家に戻ってすぐに懐妊していることが判明した。そして、復縁後、男児を出産した。
忠七（ちゅうしち）
桜花堂の番頭。寺の廊下で縁にぶつかった際、足袋にかかったお茶を袖で拭おうとした縁を怒鳴りつけ、その頭を蹴って香に叱られた。
後に正縁が店に寄宿するときには、彼女が香の実子であることは知らないものの、かつて主人夫妻が養女に願った娘として、ていねいに応対した。
玉（たま）
桜花堂の下働きの少女。第2巻第2話で8、9歳。湿疹に悩まされていたが、正縁に煎じた栗の葉で治療してもらった。染が出て行った後、自分も他の奉公人も、正縁が桜花堂の女将になることを願っていると語った。しかし、永代橋の事故の後、正縁が遺体の処置をするようになると、他の奉公人同様、用が無い限り近づかなくなった。

### 内藤新宿の人々
ふみ
内藤新宿に下屋敷を抱える、老中まで勤めたさる大名の正室。半年かけて国元から訪ねてきた乳母が亡くなったため、下屋敷内での湯灌を正縁に願った。
帰り際、ふみは正縁の出自が武家だと見抜き、立ち居振る舞いに滲む出自は隠せないと語った。そして、正縁の手を取り、「この手で清められて、乳母も心穏やかに浄土に旅立ったろう。得がたい手だ」と感謝した。その言葉は、ともすれば蔑まれがちな墓寺の仕事を続ける中で、正縁の励みとなった。
その後、評判を聞いた武家屋敷からの依頼が増えることになる。
後に病死し、生前の願い通り、正縁の湯灌を受けた。その時、正縁と正念は、夫婦としてではなく、共に仏の弟子として同じ道を歩んでいこうと決意した。死出の支度には、粗末な柘植の櫛を用いるように遺言し、その理由を「生きている間は、驕りの鎧を身につけ、嫉妬という醜い性根を捨てられなかった。浄土に行けるなら、すべて捨て去った証しとしてこの櫛を持たせて欲しい」と語ったという。
紋（もん）
内藤新宿の油屋久兵衛（きゅうべえ）の娘。髪切り魔を恐れて、多くの娘が髪を横に広げる灯籠鬢に結う中、あえて髪を高い位置で結ぶ兵庫髷を続けた。その器量から新宿小町と呼ばれているが、本人は田舎臭い呼び名だと嫌がっている。
正縁のことは知っており、町で見かけたときには、「屍洗いが町中に出て来て、縁起でもない」と罵倒した。その後もとげとげしい態度を見せるが、麦湯屋台の女によれば、それは正縁の持つ品の良さに嫉妬しているからだという。
蛍狩りの夜、お忍びで来ていた大名（ふみの夫。父の久兵衛よりはるかに年上）に見初められ、側室になることを求められた。紋は手代の左舷太（さげんた）と好き合っていたのだが、大名家の要求を断り切れるはずがない。そこで、自ら髷を切り落とし、その目論見通り、側室話は大名家の方から破談にしてきた。ところが、紋の態度に違和感を持った窪田同心の執拗な尋問に、つい「犯人は岩吉だ」と証言してしまう。その後、紋はやがて左舷太と所帯を持つため、共に大坂の親戚の元に旅立って行った。

### かがり屋
てまり
神田明神の門前にある女郎宿「かがり屋」で客を取る身。年齢は正縁と同じ18歳。生みの親は知らず、12歳で養い親によって湯島の岡場所に売られ、その後、御箪笥町、かがり屋と転売されて、そのたびに負債の額が膨らんでいった。武家出身のおみのが女郎としてがんばっているということが、自身の支えになっており、そのおみのの願いを叶えるため、三昧聖を呼びにやって来た。
古物商の菊次に身請けの約束と、その証として鼈甲の櫛をもらっており、菊次が上方への仕入れ旅から帰るのを待っている。
御箪笥町時代の馴染みだった万蔵が死んだ事件の犯人として、卯之吉に捕縛されたが、正縁が同心の新藤と話をつけて釈放された。
おみのが死んだ後、正縁が彼女の告白については何も語らず、偽物の櫛もおみのの副葬品として焼けてしまったため、てまりは菊次の嘘も、彼がすでに死んでいることも知らない。
文化3年の大火で被災し、記憶を失って行き倒れていたところを、数珠師の与一郎に助けられた。認知症が進んだ与一郎の母富路が、彼女を死んだ嫁、香弥と間違えるようになったため、香弥として留まり、富路の看病を献身的に行なった。修復が完了した数珠を届けに青泉寺に来た際、正縁が女郎を湯灌している場面を目撃する。それで忘れていた過去を思い出した。
女郎の自分が元侍である与一郎の家に留まることはできないと考え、与一郎と富路に事情を説明したが、話が理解できない富路に必死で止められ、来年ふたり静の花が咲くまで留まらせて欲しいと与一郎に願う。
富路が臨終の際、香弥の死について与一郎と富路がどれほど苦悩してきたかを知ったてまりは、許しを請う富路の手を何度も頬ずりし、香弥の代わりに許しを与えた。
富路の火葬が終わって寺を去る際、正念に与一郎を頼む。それがおそらく富路の願いでもあると言われ、「はい」と応える。
おみの
てまりが慕っている姉さん女郎。22歳。かがり屋に負債は残っておらず、近くの長屋から通いで女郎をしていた。長屋のご近所さんたちとも良い関係を築いている。
ある夜、井戸端で水浴びをしてから寝込むようになり、医者に心臓の病だと診断された。虫の息で、死んだら下落合の三昧聖に湯灌されたいと繰り返すため、てまりが青泉寺を訪問することとなった。
周囲には、自分は元々武家の娘で、父が仇討ちを果たせないまま死んだため、身を売らなければならなくなったと語っていたが、実際は百姓の娘。親に深谷宿の岡場所に売られたが、そこで武家の娘だったおみのという女郎と出会って仲良くなった。しかし、本物のおみのは胸の病で死んでしまう。その後、ある男の誘いに乗って足抜け（脱走）をしたが、その男が自分を吉原に転売するつもりだということを知って逃げ出し、神田明神界隈に流れ着いた。そして、武家出身のおみのと名乗ってかがり屋で働くようになった。
正縁が万蔵殺しの探索に協力したという話を聞くと、正縁を誘導して、菊次が犯人であることに気づかせ、それを新藤同心に伝えさせるようにした。そして、正縁の前で自ら樒の毒を飲み、自分が武家娘でないことと、てまりを守るために菊次を殺したことを告白して死んだ。
女将
かがり屋の女将。てまりがおみののために三昧聖に会いに行くことを許し、正縁たちがおみのの湯灌をすることも許した。また、正縁が薬種店の前で逡巡していると、一緒に入ってくれた。その一方で、湯灌の費用は1文も払わないと言ったり、自分から正縁を団子屋に誘っておきながら、代金を正縁に払わせたりもした。てまりは女将のことを「口煩いし強欲だけど、人でなしじゃない」と評したが、正縁も納得する。
文化3年の大火で被災し、抱え女郎のおのぶと共に火に巻き込まれたが、生死は不明。
おのぶ、ひさえ
いずれも、てまりの姉さん女郎。てまり同様、おみのの体調を心配している。
文化3年の大火で被災し、おのぶは女将と共に火に巻き込まれて生死不明。ひさえはてまりと共に無事だったが、その後の消息は不明。

### 神田界隈の人々
卯之吉（うのきち）
「かがり屋」のある地域を縄張りにする地廻り（やくざ）で、何かあればお上の探索の手伝いもしている。女郎宿の上前をはねたり、手柄欲しさに手当たり次第に人を捕まえたりするので、てまりは鼠のような奴だと言って嫌っている。
貸本屋の万蔵が死んだ事件の犯人として、てまりを捕縛した。
万蔵
貸本屋で、御箪笥町時代のてまりの馴染み。性的不能であり、それを女郎のせいにして責めたり、代金を値切ったりしたため、てまりには嫌われていた。かがり屋にもやってきたが、事情を知った女将に出入り禁止にされた。
あるとき死体となって見つかる。毒殺されたと思われるが、毒の種類がはっきりしなかった。しかし、正縁の協力によって、樒の毒であることが判明する。
井筒屋の番頭
薬種店の番頭。万蔵の死因を探るため、正縁が井筒屋を訪れたとき、媚薬について教えてくれた。また、万蔵を死に至らしめた毒が樒だと判明した際には、精力剤の大茴香（だいういきょう）と樒の実とが似ていることや、媚薬の多くに少量の毒が使われていることを新藤同心に解説した。
菊次
小間物商。てまりに身請けの約束をし、その証として高価な櫛を贈った。上方に仕入れ旅に出ていることになっている。しかし、実際はてまりを騙して他の遊女屋に転売するつもりであり、贈った櫛も偽物。かつては、おみのも同じ手で騙して足抜けさせたが、途中で気づかれて逃げられた。
精力剤と自作し、大茴香の代わりによく似た樒の実を用いたため、それを飲んだ万蔵ら3人が死んだ。そのため、高飛びを計画していたとき、おみのと再会し、酒を飲まされててまりを騙していることや、偽薬で万蔵らを死なせてしまったことをしゃべらされた。そして、おみのに絞殺され、遺体は床下の古井戸に投げ込まれた。

### 尾嶋家の人々とその関係者
咲也（さくや）
宣則（すなわち正念）の生母。つましい御家人の娘だったが、15歳で下総富澤藩の藩主に見初められ、側室お咲の方となって、江戸藩邸で8男宣則を産んだ。宣則が国元で養育されるために国元に送られた後、眼病を患ってほとんど視力を失ってしまったために、藩主に疎まれ、定府の家臣である尾嶋多聞に下賜された。
宣則がお控えさまとして江戸藩邸に呼び戻された当初は、宣則とも頻繁に交流があったが、ある日を境に、突然宣則から冷淡な扱いを受けるようになる。その後一度も再会することがなく、贈り物でさえも拒否された。心臓を病んで危篤となった後も、正念（宣則）の訪問はなく、正念が尾嶋邸を訪れたのは、咲也が息を引き取り、湯灌を行なったときであった。享年50歳。
しかし、生前の咲也は、宣則が自分に冷たくし、会おうとしない理由が、自分の今の暮らしを守るためだと正しく理解しており、宣則が出家して寂しくないかと案じた多聞に、「遠くにいらっしゃればいらっしゃるほど、守られる幸せを感じます」と答えたという。
尾嶋 多聞（おじま たもん）
納戸役として立てた些細な手柄を理由に、藩主の寵愛を失った咲也を下賜され、妻として迎え入れた。しかし、二人は深く愛し合ったと娘のあや女は語った。
亡くなった咲也の納棺の際、正念に母子草を棺に入れるよう願った。咲也の息子である宣則にではなく、僧侶としての正念に願う形式を取ったことで、正念はその願いを引き受けざるを得なかった。
湯灌と納棺の後、正縁とあや女に、宣則は咲也を疎ましく思ったことは一度もなかったことと、宣則があえて冷たい態度を取り、母を遠ざけようとし、さらには墓寺に出家までした理由を教えた。
4年後、青泉寺を訪問し、現藩主が重病となり、跡継ぎもいないため、このままでは藩が取り潰されてしまうことを告げ、改めて正念の還俗を願った。
あや女
多聞と咲也との間に生まれた娘で、宣則の異母妹。21、2歳。水澤が訪問した次の日に青泉寺を訪れ、正念（宣則）に母を見舞うよう願った。しかし、頑として母を見舞おうとしない宣則について、自分が国元で暮らしている間に、再婚して娘までもうけたことを恨み、未だに赦せないのだと解釈した。そして、そんな兄を冷たい人だと思い、怒りを覚えて責めもしたが、湯灌のときの表情や棺に母子草を入れる態度から、兄の母に対する愛情の深さを悟った。また、重之進や父の言葉によって、若い頃の兄が母に冷たくした理由や、出家した理由も知ることとなる。
その後、婿を迎え、尾嶋家の跡継ぎ、咲太郎（さくたろう）を出産した。父が正念に還俗を願いに来た後、咲太郎を連れて正念に会いに来た。そして、彼が還俗すれば正縁と夫婦になることもできると語った。また、正縁にも、仏の教えを信じ、心を向けて生きることは、僧籍の有無にかかわりないのではないかと語った。
水澤 重之進（みずさわ じゅうのしん）
70歳を越えていると思われる武家の隠居。藩主の子である宣則を国元で養育した。咲也の危篤を受け、正念に見舞ってくれるよう願ったが拒否された。
宣則が出家した際は、当藩の大事な若君を屍洗いにするとは何事かと、正真を罵倒した。よりにもよって墓寺を選んで出家した宣則と、それを受け入れた正真に対して、長らく失望と恨みにも似た感情を抱いていたが、正念の湯灌を見て、正念が出家先に青泉寺に選び、師匠を正真に選んだことは正しかったのだと悟った。
後に、正真と正念が寺社奉行所に捕縛された際は、釈放のために尽力した。

### 数珠師与一郎とその家族
与一郎（よいちろう）
四谷の数珠師。糸が切れてしまった数珠を修理してもらうため、正縁が訪れた。50歳前後。正真や正念が懇意にしている仏具屋も認める腕を持つばかりか、仏の教えにも深い理解を持っていると正縁は感じた。
20数年前まではある藩の藩士だったが、謀反を疑われた妻香弥の父を藩命によって斬ってしまう。香弥は一切恨み言を言わなかったが、義父の葬儀の後に自刃した。そこで士分を捨てて母富路と共に暮らしてきた。
文化3年の大火の後、記憶を失って行き倒れていたてまりを救う。認知症を患った富路がてまりを香弥と間違え、てまりも富路の世話を買って出てくれたため、そのまま同居することになった。
青泉寺で記憶を取り戻して倒れたてまりを引き取りに来た際、最後まで彼女を背負って帰れなかったことを恥じ、てまりを後添いに迎える気はないのかと迫る正縁に、年老いた自分には最後までてまりを守る気力も自信もないと答える。
富路の臨終に際して、自分が義父を斬ったことを正縁とてまりに告白した。そして、通夜の間中、正念に身の上話を聞いてもらった。そして、与一郎と共に生きることを決意したてまりと共に家に戻っていった。
富路（とみじ）
与一郎の母。認知症が進み、てまりを死んだ嫁、香弥だと思い込んでいて、すっかりてまりに頼り切っている。記憶を取り戻したてまりが過去を告白した際も、話が理解できず、出て行こうとするてまりを必死で止めた。
持病の心臓病が悪化して亡くなる直前、香弥に対する謝罪の言葉を並べる。てまりが香弥の代わりに手を頬ずりして許しを与えると、安心して息を引き取った。通夜と湯灌、火葬は青泉寺で行なわれた。
香弥（かや）
与一郎の妻。20数年前、夫が父を藩命によって斬った後、一切恨み言を言わずに自刃した。

### その他
矢萩 源九郎（やはぎ げんくろう）
縁の父。妻の登勢が同僚の梶井兵衛門と不義密通のうえに駆け落ちしてしまったため、妻敵討ちの旅に出た。その時、娘の艶は3歳だったが、自身の家族はすでに亡く、妻の実家も引き取りを拒んだため、足手まといを覚悟の上同行させた。
空腹のあまり誤って毒草を食べて倒れ、寺に担ぎ込んでくれた正真に、娘に新しい名をつけてくれるよう願って死んだ。艶という名は、どうしても母の不義密通を連想してしまうためである。
恋い焦がれる紋を見つめる岩吉の眼差しが、在りし日の父の眼差しに似ていると気づいた正縁は、裏切られてなお、父は母を求めていたのだと悟った。
新藤 松乃輔（しんどう まつのすけ）
定廻り同心。南北奉行所に12名いる定廻り同心の中で最も若い。貸本屋の万蔵死亡事件や、同様の死に方をした2人の男の事件を追っていて、てまりの無実を訴えに来た正縁と出会った。その際、正縁に万蔵の検死を依頼し、その後正縁から得られた情報（実際はおみのが誘導して語らせたもの）を元に、事件のあらましに気づくこととなった。
おみのが死んだときには、正縁の働きの礼として、荷車を調達し、遺体を浅草の火屋（火葬場）まで運ぶ段取りをしてくれた。
後に、遠州屋治兵衛急死の事件を担当した。桜花堂仙太郎を毒殺の容疑で拘束したが、彼自身は冤罪の可能性を疑っていた。そして、仙太郎の無実を訴える正縁と共に調べを進め、ついに容疑を晴らした。それ以来、桜花堂を訪れては、何かと正縁の意見を求めるようになった。桜花堂に出入りするようになり、香が武家の出であり、正縁と血のつながりがあることを見抜いた。そして、正縁と香の関係を聞かされる。
永代橋の崩落事故の直前、交通整理の助っ人に駆り出されており、事故が起こった際は刀を抜いて殺到する群衆を押しとどめた。その後は事故の犠牲者の身元確認に奔走し、正縁にも遺体の処置を願った。これにより、正縁は改めて三昧聖として生きていくことを決意することになる。

## 書誌情報
出世花
- 出世花（2008年6月10日、祥伝社文庫、ISBN 9784396334352）
- 出世花（2011年5月14日、ハルキ文庫、ISBN 978-4-75843555-0）

蓮花の契り 出世花
- 蓮花の契り 出世花（2015年6月13日、ハルキ文庫、ISBN 978-4-75843910-7）

## 用語
青泉寺
江戸郊外の下落合村にある寺。七曲坂の途中を西に曲がった、見送り坂と呼ばれる坂を登ったところにある。神田上水を彼方に見下ろす丘陵地に位置する300坪ほどの境内には、手前に通夜堂と庫裏があって、庫裏と渡り廊下でつながれた北の端に本堂が据えられている。西の拓けた一角には、白布で仕切られた湯灌場と火屋が備えられている。また敷地内に墓所もある。
住職は正泉。
檀家を抱える檀那寺と異なり、死者の弔いを専門とする、いわゆる「墓寺」。敷地内に火屋を備えているため、火屋の無い檀那寺から火葬を委ねられることも少なくない。江戸府内には公設の火屋が5箇所設けられていたが、青泉寺は人気が高く、特に正縁が湯灌をするようになってからは、遠方や武家（特に女性が亡くなった家）からも声がかかるようになった。
寺社奉行の管轄下にはなく、利権などは一切与えられない代わりに、奉行所の顔色をうかがう必要も無い。
毛坊主
寺で下働きや遺体の取り扱いをする寺男。毛の生えた坊主（出家していない坊主）という意味で、そう呼ばれている。
三昧聖（さんまいひじり）
三昧（墓所）の庵室に居住し、火葬や埋葬、墓所の管理などにあたった俗聖のことで、主に上方で用いられる用語。要するに毛坊主のことだが、女子である縁のために、また「毛坊主」という言葉には侮蔑の響きがあるために、正念がそう呼ぼうと提案した。
早桶（はやおけ）
桶型の棺。遺体は座った形で入れられる。庶民の葬儀に用いられ、青泉寺では急な葬儀に備えて、ある程度の数の早桶を保管してある。
座棺
四角い棺で、やはり遺体は座った形で入れられる。遺体の大きさに合わせて寸法を決めるため、既製品である早桶に比べて値が張る。

## 湯灌の約束事
以下、本作の記述による。湯灌は現世の苦しみを洗い流し、来世への生まれ変わりを願う儀式であって、厳格な約束事が定められていた。家持ちでない者の自宅での湯灌は許されていないため、寺院の一角に設けられた湯灌場にて、僧侶立ち会いの上で行なわれる。
湯灌する者の装束
白麻の着物に縄帯をし、縄襷を掛ける。
湯温の調節
たらいに張った水に湯を加える「逆さ水」という方法で温度を調節する。
湯灌の手順
遺体をたらいの中に入れ、死後硬直している手足や顔などに湯をかけて揉みほぐしながら、全身を洗い清める。硬直がきつい場合には、酒粕を溶かした湯をかける。頭髪は火鉢の灰を溶いた灰汁を使って、整髪料を溶かしながら梳く。湯に入れた際、体の穴から体液が漏れ出る場合もあるが、手桶で丁寧にすくい取る。洗い終わると、遺体を筵に寝かせ、体液漏れを防ぐために割り箸を使って肛門や膣に綿を詰め直すと、別の手桶の湯で手をすすぐ。それから家族が帷子（縫った糸の端は結ばない）を着せる。次に僧侶が死人の頭髪を剃刀で剃るが、若い女性の場合には剃髪せず、剃刀を当てる仕草をするだけである。
使用済みの湯の処分
そのまま好きなところに捨てるということはできず、あらかじめ定められた「日の当たらぬ場所」（青泉寺の場合には、艶が行き倒れていた裏の竹林）に流す。

## 漫画
黒田明世により漫画化され、秋田レディースコミックスデラックス（A.L.C.・DX）より2010年から2012年にかけて刊行された。全4巻。

### 書誌情報（漫画）
- 出世花（2010年9月28日、秋田レディースコミックスデラックス（A.L.C.・DX）、ISBN 978-4-253-15623-3）
- 落合螢〜出世花 其之二〜（2011年2月28日、秋田レディースコミックスデラックス（A.L.C.・DX）、ISBN 978-4-253-15626-4）
- 偽り時雨〜出世花 其之三〜（2011年8月16日、秋田レディースコミックスデラックス（A.L.C.・DX）、ISBN 978-4-253-15634-9）
- 見送り坂暮色〜出世花 其之四〜（2012年1月16日、秋田レディースコミックスデラックス（A.L.C.・DX）、ISBN 978-4-253-15635-6）